# Абдель-Азіз ібн Сауд
Абдель-Азіз ібн Сауд, Абдул Азіз ібн Сауд (араб. عبد العزيز بن سعود), відомий також як просто Ібн-Сауд або Абдул-Азіз II; 26 листопада 1880, Ер-Ріяд, Неджд — 9 листопада 1953) — засновник та перший король Саудівської Аравії (1932-1953). Вів війни за об'єднання Аравії.
У 1902-1913 — емір Ріядського емірату (так звана Третія Саудитська держава), у 1913—1923 роках — емір Неджд і Хаса, у 1921—1926 роках — султан Неджду, у 1926—1932 роках — 3-й король держави Хіджаз, Неджд та приєднані області, у 1932—1953 роках — 1-й король Саудівської Аравії.

## Ранні роки
Народився 26 листопада 1880 року в Ер-Ріяді в Ісламській державі саудитів, територія якої фактично обмежувалася околицями Ер-Ріяда. Син еміра Неджда Абд ар-Рахмана та Сарах, дочки Ахмада ас-Судайрі. Хлопчика більше, ніж заняття з релігії, цікавили ігри з шаблею та рушницею. Коран він зміг прочитати лише в 11 років. Майбутній король мріяв про відновлення родинної честі, про повернення слави та багатства будинку саудитів.

### Похід на Ер-Ріяд
Після захоплення влади у місті сім'єю Рашиді, саудитів було вислано до Кувейту, де молодий Абдул-Азіз і провів своє дитинство. 1901 року він почав збирати власний загін для походу на Ер-Ріяд. У ніч з 15 на 16 січня 1902 Абдул-Азіз із загоном з 60 осіб захопив Ер-Ріяд, розправившись з губернатором з Рашиді.

### Іхван
1912 року Абдул-Азіз захопив весь регіон Неджд, звернувшись у тому ж році до «чистого ісламу». Прагнучи домогтися лояльності найбільших племен, Ібн Сауд за порадою релігійних вчителів почав переводити їх до осілого способу життя. З цією метою 1912 року було засновано військово-релігійне братство іхванів (араб. «Брати»). Всі бедуїнські племена та оази, які відмовилися включитися до іхванського руху і визнати Ібн Сауда своїм еміром та імамом, стали розглядатися як вороги Неджда. Іхванам наказувалося переселятися до землеробських колоній («хіджри»), члени яких були покликані любити свою батьківщину, беззаперечно підкорятися імаму-емірові і не вступати ні в які контакти з європейцями та мешканцями керованими ними країн (включаючи мусульман). У кожній іхванській громаді зводилася мечеть, що служила також як військовий гарнізон, а самі Іхван ставали не лише землеробами, а й воїнами держави саудитів. До 1915 року по всій країні було організовано понад 200 подібних поселень, що включали не менше 60 000 чоловіків, готових за першим призовом Ібн Сауда вступити у війну з «невірними».

### Початок війни за об'єднання Аравії
З початком Першої світової війни він заручився підтримкою Британської імперії. 1920 року, використовуючи матеріальну підтримку англійців, Абдул-Азіз остаточно розбив Рашиді. До моменту розпаду Османської імперії на півострові утворилося п'ять незалежних держав: Хіджаз, Неджд, Джебель-Шаммар, Асір та Ємен. Абдул-Азіз зробив спробу приєднати Джебель-Шаммар у квітні-травні 1921 року, але лише у серпні ваххабітами було взято столицю ар-Рашидів — Хаїль. 1 листопада того ж року Джебель-Шаммар перестав існувати.

#### Протистояння з шерифом Мекки
Після цієї перемоги головним супротивником Ібн Сауда став Хусейн ібн Алі — шариф Мекки та король Хіджаза. 1922 року Абдул-Азіз без бою захопив північний Асир, а у липні 1924 року закликав до джихаду проти єретиків Хіджаза. На початку вересня загони іхванів увірвалися до курортного міста Ет-Таїф та перебили тут, переважно, мирних людей. Знатні люди Хіджазу, налякані подіями в Ет-Таїф, виступили проти Хусейна. Той змушений був зректися престолу на користь сина Алі. Новий король не мав сил для захисту Мекки та сховався зі своїми прихильниками у Джидді. У середині жовтня Іхван увійшли до Священного міста, а у січні 1925 року почалася облога Джидди. 6 грудня впала Медіна, а 22 грудня Алі евакуював Джидду, після чого у місто вступили війська Неджду. У тому ж році Ібн Сауд захопив Мекку, перервавши тим самим 700-річне правління Хашимітів. 10 січня 1926 року Абдул-Азіза аль-Сауда було проголошено королем Хіджаза, було утворено королівство Неджд та Хіджаз. Через кілька років Абдул-Азіз захопив практично весь Аравійський півострів.[джерело?]

### Повстання іхванів
Ібн Сауд з великим розумінням поставився до європейської цивілізації. Він оцінив значення телефону, радіо, автомобіля та аероплана і став впроваджувати їх у життя. одночасно він став поступово обмежувати вплив іхванів. Відчувши зміни до себе з боку короля, Іхван 1929 року підняли повстання, і у битві при Сібіл Ібн Сауд розбив своїх колишніх прихильників. Але переможені перейшли до партизанської війни. До них було задіяно деякі європейські методи боротьби. Наприкінці року іхванів витіснили до Кувейту, де їх роззброїли англійці. Іхванскі лідери — Девіш та кузен Ібн Хітлейна Неїф — були згодом видані англійцями Ібн Сауду та поміщені у в'язницю в Ер-Ріяді. Рух, який відіграв важливу роль у зміцненні влади Абдул-Азіза і його завоюваннях, було повністю розгромлений та незабаром зійшов нанівець. Ібн Сауд прийняв титул короля Хіджаза, Неджду та приєднаних територій.

## Король Саудівської Аравії
23 вересня 1932 року Неджд та Хіджаз були об'єднані в одну державу, названу Саудівською Аравією. Сам же Абдул-Азіз став королем Саудівської Аравії. Цим передбачалося не лише зміцнити єдність королівства та покінчити з Хіджазським сепаратизмом, а й підкреслити центральну роль королівського дому у створенні аравійської централізованої держави. Протягом усього наступного періоду правління Ібн Сауда внутрішні проблеми не представляли для нього особливих труднощів.

### Зовнішня політика
Крайнощі іхванів призвели до відчуженості Саудівської Аравії від більшості мусульманських урядів, які вважали саудівський режим ворожим та обурювалися повним контролем, встановленим мусульманами чистого Ісламу над священними містами та хаджем. Між Ібн Саудом та Хашимітськими правителями Іраку та Трансйорданії — синами поваленого ним Хусейна — існувала взаємна неприязнь. Навряд чи можна було назвати теплими відносини Ібн Сауда з королем Єгипту, якого він підозрював у бажанні відродити халіфат та оголосити себе халіфом. У лютому 1934 року Ібн Сауд почав війну з імамом Ємену через демаркації Єменсько-саудівського кордону. Військові дії були припинені після підписання угоди у травні того ж року. через два роки кордон було визначено де-факто. Прикордонні проблеми також мали місце і у східній частині Аравійського півострова після того, як Ібн Сауд 1933 року надав нафтову концесію компанії «Стандард ойл оф Каліфорніа». Невдачею закінчилися переговори з Великою Британією з приводу демаркації кордонів з сусідніми британськими протекторатами та володіннями — Катаром, Об'єднаними Арабськими Еміратами, Маскатом та Оманом і Східним протекторатом Аден

### Саудівсько-єменська війна
1932 року колишній емір Асира аль-Ідрісі проголосив незалежність емірату від Саудівської Аравії. Після придушення Асирського повстання аль-Ідрісі втік до Ємену. У березні 1933 року посланці короля Ємену Яхьї і короля Абдул-Азіза зустрілися і обговорили можливість відновлення влади аль-Ідрісі. Посланці Абдул-Азіза наполягали на передачі північного Асира та видачу членів родини аль-Ідрісі. Двосторонні переговори були перервані, і у травні 1933 року Ємен захопив Неджран, який вважався єменцями частиною Ємену, блокував транспортні шляхи з Асира до Неджду. Члени саудівської делегації також були захоплені в Сані. У ході бойових дій у лютому 1934 року саудівці зайняли південний Асир і частину Тіхама. Війська саудівців мали більш сучасну зброю та автотранспорт. На другому фронті сили Саудівської Аравії зайняли Неджран та просувалися у бік великого центру Саада. Західні держави були змушені направити військові кораблі до Ходейди та саудівських берегів. Арабська ліга у Каїрі запропонувала послуги з переговорів. Ємен, який опинився у важкій ситуації, прийняв пропозицію щодо переговорів. У травні 1934 року в Ет-Таїф було підписано саудівсько-єменський мирний договір, за яким частина Неджран і Асир залишилися у складі Аравії, а її сили були виведені за межі Ємену. Успішні бойові дії значно підвищили авторитет Саудівської Аравії на міжнародній арені.

### Відкриття нафти
У 1923 р. Абдул Азіз аль Сауд, перший король аравійської держави, яка ще тільки формувалася, віддячуючи Британії за поміч у боротьбі з Османською імперією та її ставлениками, надав концесію на пошуки та експлуатацію корисних копалин Лондонському синдикату в особі новозеландського гірничого інженера й підприємця Френка Холмса, який «фанатично вірував» у багату нафту Аравії й брався довести її існування своїм життям. На жаль, при всіх заохоченнях і преференціях не вдалося знайти жодної нафтової компанії, яка б ризикнула інвестувати в системні пошуки нафти в неспокійній аравійській пустелі тих років.
Проте Френк Холмс не здавався. Він оселився на острові Бахрейн, оскільки чув про «нафтові калюжі», які іноді знаходили там. Підприємець звернувся до багатьох британських і американських кампаній, зацікавивши лише «Ґалф Ойл» (Gulf Oil), яка поступилася правами на недосліджений Бахрейн компанії Standard Oil of California («дочці» славнозвісної «Стандарт ойл»). Після складних міждержавних перемовин, Британія дозволила пошуки нафти американській компанії в зоні свого контролю.
У 1933 р. після тривалих негоціацій король Абдул Азіз аль Сауд надав концесію «Стандарт ойл Каліфорнія» на пошуки й розробку нафти в Саудівській Аравії (строк дії концесії — 60 років, територія — 360 тис. кв. миль).
Виявилося, що у надрах Аравії знаходяться величезні її запаси. 1938 року у Саудівській Аравії були відкриті колосальні нафтові родовища. Основні права на розробку родовищ король передав компанії «Арамко». Велика частина видобутої нафти йшла до США, а майже всі доходи від неї — безпосередньо королівській родині. Проте, прибуток постійно зростав, і гроші пішли й у державну скарбницю. Саудівська Аравія швидко стала найбагатшою державою на Близькому Сході. Продаж нафти дав можливість Абдул-Азізу накопичити величезні статки, які 1952 року оцінювалися у 200 млн доларів США.
Під час Другої світової війни зберігав нейтралітет. Очолював боротьбу арабів проти створення єврейської держави і був одним з лідерів Ліги арабських держав.

### Друга світова війна

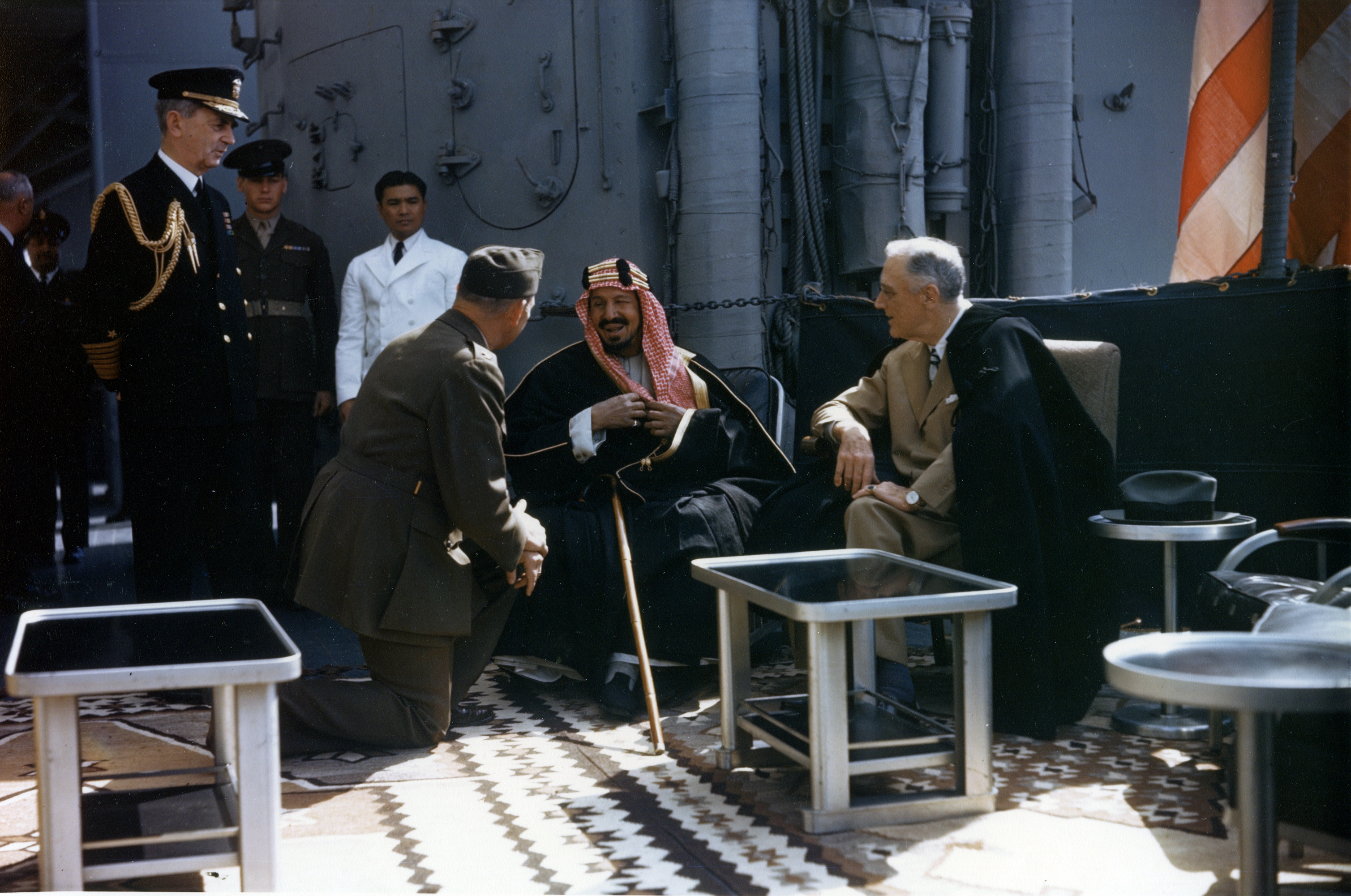
Ібн Сауд розмовляє з президентом США Франкліном Рузвельтом (праворуч) на борту крейсера «Квінсі». 14 лютого 1945 року

Початок Другої світової війни завадив повномасштабній розробці нафтових родовищ Ель-Хаси, проте частково втрати доходів Ібн Сауда були відшкодовані за рахунок британської, а потім американської допомоги. Під час війни Саудівська Аравія розірвала дипломатичні відносини з Німеччиною (1941) та Італією (1942), але майже до її закінчення зберігала нейтралітет (офіційно оголосила війну Німеччині та Японії 28 лютого 1945). Наприкінці війни та особливо після неї у Саудівській Аравії посилилося американський вплив. 1 травня 1942 році у Джидді (з 1943 року Джидда стала відома як дипломатична столиця) відкрилася американська дипломатична місія на чолі з Джеймсом С. Музом-молодшим. 1943 року у Ер-Ріяд прибув американський посланник, тим самим було підвищено рівень дипломатичних відносин з США (встановлених 1933 року). США поширили на Саудівську Аравію закон про ленд-ліз. На початку лютого 1944 року американські нафтові компанії приступили до будівництва трансаравійського нафтопроводу з Дахрану до ліванського порту Сайда. Тоді ж уряд Саудівської Аравії дозволив будівництво у Дахрані великої американської військово-повітряної бази, яка була необхідна США для війни проти Японії.
Після Ялтинської конференції американська делегація на чолі з президентом США Франкліном Рузвельтом вилетіла до Єгипту, де її очікував важкий крейсер «Квінсі». На борту цього корабля 14 лютого президент Рузвельт прийняв Ібн Сауда. У своїх спогадах син американського президента Елліот Рузвельт залишив опис переговорів батька з цим арабським монархом, який вперше виїхав за межі свого королівства спеціально для зустрічі з Рузвельтом. Він прибув у наметі, розкинутому прямо на палубі американського есмінця. На борту крейсера президент США Франклін Рузвельт та король Саудівської Аравії Ібн Сауд підписали угоду, відому як «Пакт Квінсі», про монополію США на розробку саудівських родовищ. Згідно з пактом США отримали ексклюзивні права на розвідку, розробку родовищ та придбання саудівської нафти, у свою чергу, гарантуючи саудитам захист від будь-якої зовнішньої загрози.

### Реформатор

#### Збройні сили
Аж до смерті Ібн Сауда 1953 року збройні сили зберегли патріархальний племінний характер. Створене 1944 року міністерство оборони не функціонувало до 1947 року і не змінило нічого у племінній структурі збройних сил, утворивши лише якийсь сучасний фасад. Нафтодолари дозволили Ібн Сауду направити значні суми на військові потреби та потреби безпеки, які у 1952—1953 роках склали 53 % від усіх надходжень.

## Сім'я
Абдул-Азіз став засновником королівської династії саудитів. Залишив після себе від численних дружин 45 законних синів, серед них — всі королі Саудівської Аравії, що царювали після нього (престол зазвичай переходить від брата до брата). Після смерті Абдель Азіза королем став його син Сауд.
Останнім часом сім'я саудитів, потомство ібн Сауда, настільки численна (від 5 до 7 тисяч принців-емірів), що її представники пронизали всю державне та економічне життя країни. Правляча група саудитів здійснює владні функції, визначає напрямок та вирішує виникаючі проблеми у внутрішній та зовнішній політиці, у розвитку економіки, розпоряджається державним сектором національної економіки, основу якого становить нафтогазове господарство. Кілька синів короля Абдель-Азіза стали мільярдерами. Нині живі 14 синів Абдель-Азіза, у тому числі нинішній король Салман.